# Confirming
El confirming o cessió de pagaments a proveïdors és un tipus de servei financer consistent en gestionar els pagaments d'una empresa als seus proveïdors nacionals, i que inclou per al creditor la possibilitat de cobrar els pagaments amb anterioritat a la seva data de venciment. El confirming és un servei de gestió de pagaments i no de deutes.
El confirming és un servei financer, que ofereix una entitat financera (o empreses privades) per tal de facilitar als seus clients la gestió del pagament de les seves compres. S'ofereix per pagar les factures amb anterioritat a la data de venciment d'aquestes o per obtenir de part del banc el finançament que el proveïdor no va estar disposat a atorgar, d'aquesta forma, la relació entre client i proveïdor no es fa malbé i el client obté el termini que requereix. El seu ús és freqüent en empreses que tinguin diversificats els seus proveïdors, que desitgin dilatar el pagament a proveïdors o que tinguin un sistema de pagaments complex.
No s'ha de confondre el confirming, amb els pagaments confirmats o pagaments domiciliats de menor vinculació en la responsabilitat del pagament per part de l'entitat financera. El confirming equival a un pagament certificat, amb la diferència que aquí el banc avala el pagament al proveïdor. De fet, és un factoring invers, ja que l'inicia el client i no el proveïdor. En conseqüència, en anglès aquest servei es diu reverse factoring (i no, com hom podria pensar, erròniament Confirming).
El confirming es va desenvolupar a l'Estat espanyol a la dècada de 1990 i s'ha anat divulgant per tot el món a partir de l'expansió internacional de les grans entitats bancàries espanyoles, sobretot al sud d'Europa i a l'Amèrica Llatina.

## Avantatges i inconvenients
En general, aquest instrument financer resulta avantatjós per les tres parts implicades (client, proveïdor i entitat bancària) ja que permet certa flexibilitat a l'hora de realitzar els pagaments.

### Avantatges
- Empresa confirmadora (client): el principal avantatge és que, gràcies a poder executar el cobrament abans del venciment, es converteix en una eina de gestió de tresoreria que proporciona gran flexibilitat a l'hora d'obtenir finançament i rendibilitzar-la quan calgui. Cal remarcar que l'anticipació del cobrament al venciment sempre està lligat a un interès de l'entitat bancària.
- Proveïdor: pot obtenir una comissió bancària anticipant el pagament de la factura. Addicionalment, obtindrà finançament sense consumir la capacitat de crèdit bancari. Dona la possibilitat al client de poder cobrar abans del venciment.
- Entitat bancària: l'avantatge que obté són els interessos i comissions resultants de l'operació, ja que cada confirming té un cost d'apertura i en cas de cobrament anticipat uns interessos. També atorga al banc la possibilitat de generar nous clients i incrementar el nivell de negoci.

### Inconvenients
- Encara que el client manté la iniciativa del pagament, el proveïdor l'obliga a treballar amb una entitat bancària concreta.
- No existeix un model de fitxer estàndard, cada entitat bancària té el seu propi fitxer, cosa que augmenta la dificultat administrativa a l'hora de realitzar-lo. Com que normalment el fitxer es fa mitjançant un ERP, i cal crear diversos formularis per als diferents bancs, pot suposar un sobrecost.